# Криничне (Запорізький район)
Крини́чне — село в Україні, у Михайлівській сільській громаді Запорізького району Запорізької області. Населення — 270 осіб (станом на 01.01.2024). До 2018 року орган місцевого самоврядування — Михайлівська сільська рада.

## Географія
Село Криничне розташоване за 16 км від обласного центру та 22 км від міста Вільнянська, на лівому березі річки Вільнянка. Вище за течією річки розташоване село Дерезівка (за 1,5 км), нижче за течією — село Михайлівка (за 2 км). Через село пролягає балка Кринична.
Найближчий пасажирський залізничний зупинний пункт — Платформа 9 км (на лінії Вільнянськ — Імені Анатолія Алімова), який розташований за 5 км від села.
Площа села — 47,4 га, налічується 100 домогосподарств.

## Історія
Село засноване як хутір у 1920-х роках.
У 1932—1933 роках селяни зазнали сталінського геноциду.
З 24 серпня 1991 року село входить до складу незалежної України.
У повоєнні часи в селі мешкав Герой Соціалістичної Праці Баштанник Григорій Семенович (1914—1993).
9 лютого 2018 року, в ході децентралізації, село увійшло до складу Михайлівської сільської громади Вільнянського району.
19 липня 2020 року, в результаті адміністративно-територіальної реформи та ліквідації Вільнянського району, село увійшло до складу новоствореного Запорізького району.